# Bruno Vliegen
Pas d'image ? Cliquez ici

a Compétitions nationales et continentales officielles uniquement.

b Matchs officiels uniquement.
Dernière mise à jour le 09/12/2022.
Bruno Vliegen, né le 3 juillet 2001, est un joueur belge de rugby à XV qui évolue au poste de pilier.

## Biographie
Bruno Vliegen débute le rugby au sein du Standard Chaudfontaine, avant d'intégrer le centre de formation de la Ligue Belge Francophone de Rugby à Liège. En 2018, il intègre l'ASUB Waterloo,.
International belge des moins de 18 ans, il est recruté à ses 18 ans par l'ASM Clermont Auvergne, dont il intègre le centre de formation. Quelques mois plus tard, il décroche sa première sélection en équipe de Belgique, lors d'un test match face à Hong Kong. Il fait ensuite parti de la sélection pour le championnat d'Europe 2020.
En cours de saison 2020-2021, il quitte l'ASM Clermont Auvergne pour rejoindre le centre de formation de l'US Carcassonne, dont l'effectif est fortement affaibli par plusieurs blessures. Il signe un contrat espoirs avec le club jusqu'en 2022. En parallèle de son engagement avec Carcassonne, il est membre en 2021-2022 des Brussels Devils, la franchise belge qui évolue en Rugby Europe Super Cup.
Non conservé à Carcassonne à la suite de son année espoir, il signe à l'Olympique marcquois rugby, club de Nationale 2, afin d'y évoluer avec l'équipe première.

## Statistiques

### En sélection
| Année | Compétition   | Matchs | Points | Essais | Transf. | Drops | Pénal. |
| ----- | ------------- | ------ | ------ | ------ | ------- | ----- | ------ |
| 2019  | Test          | 1      | -      | -      | -       | -     | -      |
| 2020  | REC           | 3      | -      | -      | -       | -     | -      |
| 2022  | RET 2021-2022 | 1      | -      | -      | -       | -     | -      |
| 2022  | Test          | 1      | -      | -      | -       | -     | -      |
| 2023  | REC           | 2      | -      | -      | -       | -     | -      |
| Total | Total         | 8      | -      | -      | -       | -     | -      |